# Kościół św. Piotra w Montbrison
Kościół parafialny św. Piotra w Montbrison – wzniesiony w latach 1870-1877. Od 2007 roku posiada status inscription au titre des monuments historiques.

## Lokalizacja
Kościół zlokalizowany jest przy place Saint-Pierre place, rue Claude Henrys w miejscowości Montbrison, w departamencie Loara, w regionie Owernia-Rodan-Alpy.

## Historia
W 1867 roku plany nowego kościoła Saint-Pierre powierzono architektowi diecezjalnemu Antoine'owi Desjardinsowi w ścisłej współpracy z proboszczem kanonikiem Ollagnierem. W 1869 roku przedsiębiorca Reynaud rozebrał cztery domy, położone na północ od planowanego kościoła. Pierwsze prace rozpoczął Guichard z Saint-Etienne. W 1870 roku wybudowano absydę, transept i nawę. Kościół został poświęcony 4 maja 1873 roku przez kardynała arcybiskupa Lyonu. Drugi etap budowy przypada na lata 1874–1877. Objął rozbiórkę starego kościoła, budowę kruchty i dzwonnicy. Prace prowadzili Parot i Boudet. Ostateczne zakończenie prac nastąpiło 9 czerwca 1877 roku. Kościół w stylu neogotyckim wyposażono wówczas w witraże (1885–1886), i ołtarz główny (obecny pochodzi z 1900 roku).

## Opis
Kościół Saint-Pierre zbudowany jest w stylu neogotyckim, na planie krzyża łacińskiego. Ściany wykonano ze średniej wielkości ciosanego granitu. Elewację zdobią fazowane zworniki. Długie odcinki nawy, transept z otwartymi szczytami i wieloboczny tył absydy pokryte są łupkiem. Sześciokątne boki klatek schodowych wykonano z kamienia. Kościół powstał na gruntach zasypanych po rozbiórce starego kościoła, plebanii i czterech domów z dziedzińcami. Strome zbocze terenu wymagało częściowego wyrównania terenu w celu przykrycia skarpy północ-południe i wschód-zachód. Wejścia boczne są asymetryczne: wejście parterowe po prawej stronie, stopień umieszczony we wnęce narożnika lewego transeptu. Absydę od północy otwiera dziedziniec angielski. Pierwsze przęsło nawy zbudowane jest na poziomie cokołu, na który składają się 3 pomieszczenia o sklepieniu krzyżowym (w tym dwa ozdobione kluczem herbowym), połączone przejściem o sklepieniu kolebkowym. Podwyższone prezbiterium wsparte jest na sklepieniu w formie łuku krużgankowego. Kościół posiada trzy nawy: nawa główna o dwóch przęsłach i pierwsze przęsło prezbiterium posiadają sklepienia sześciodzielne. Transept, nawy boczne i boczne kaplice są sklepione krzyżowo, przęsło kruchty posiada zaokrąglone sklepienie sześciodzielne. Po obu stronach bębna wejściowego do dzwonnicy prowadzą symetryczne spiralne schody. 

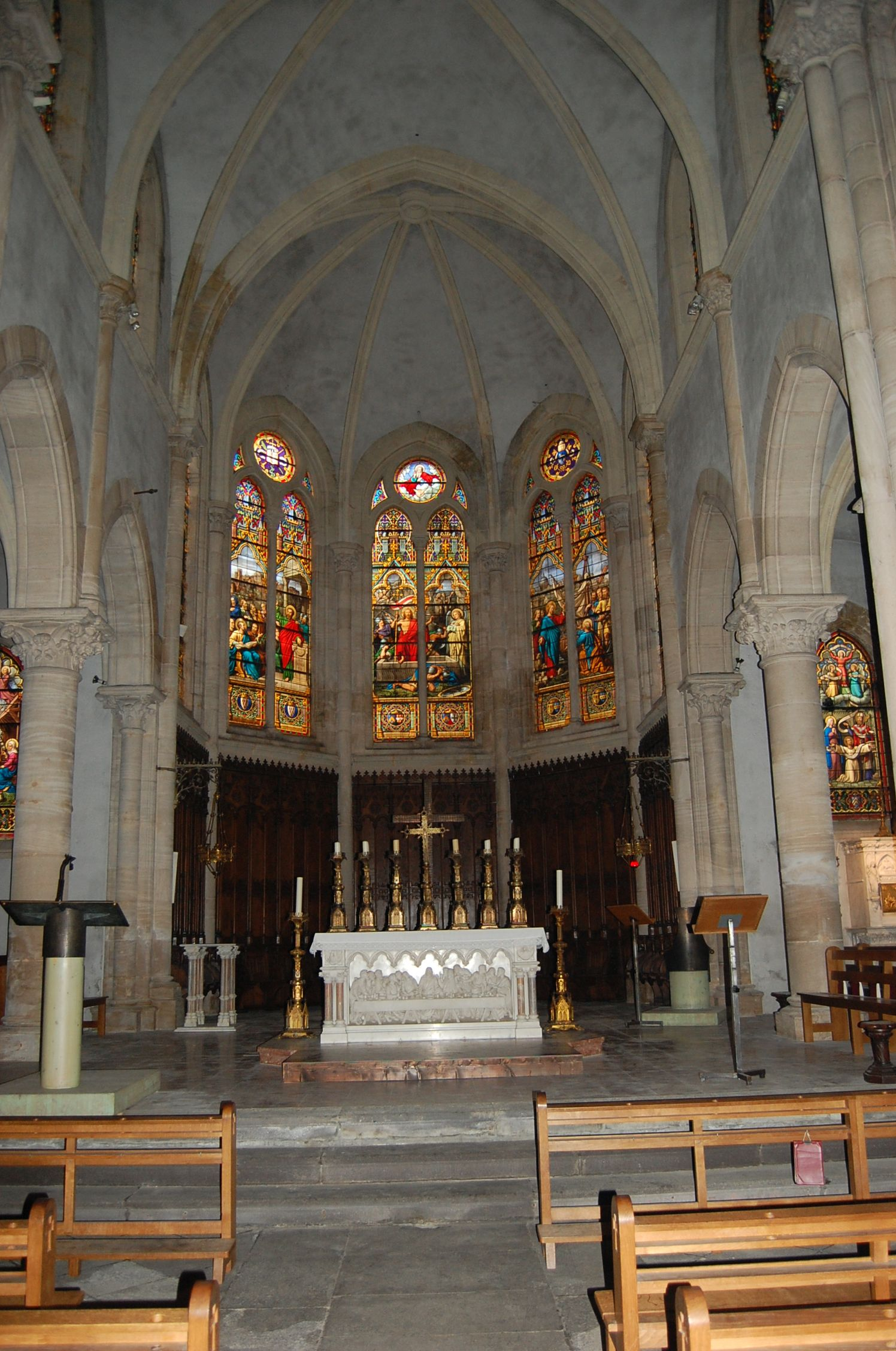
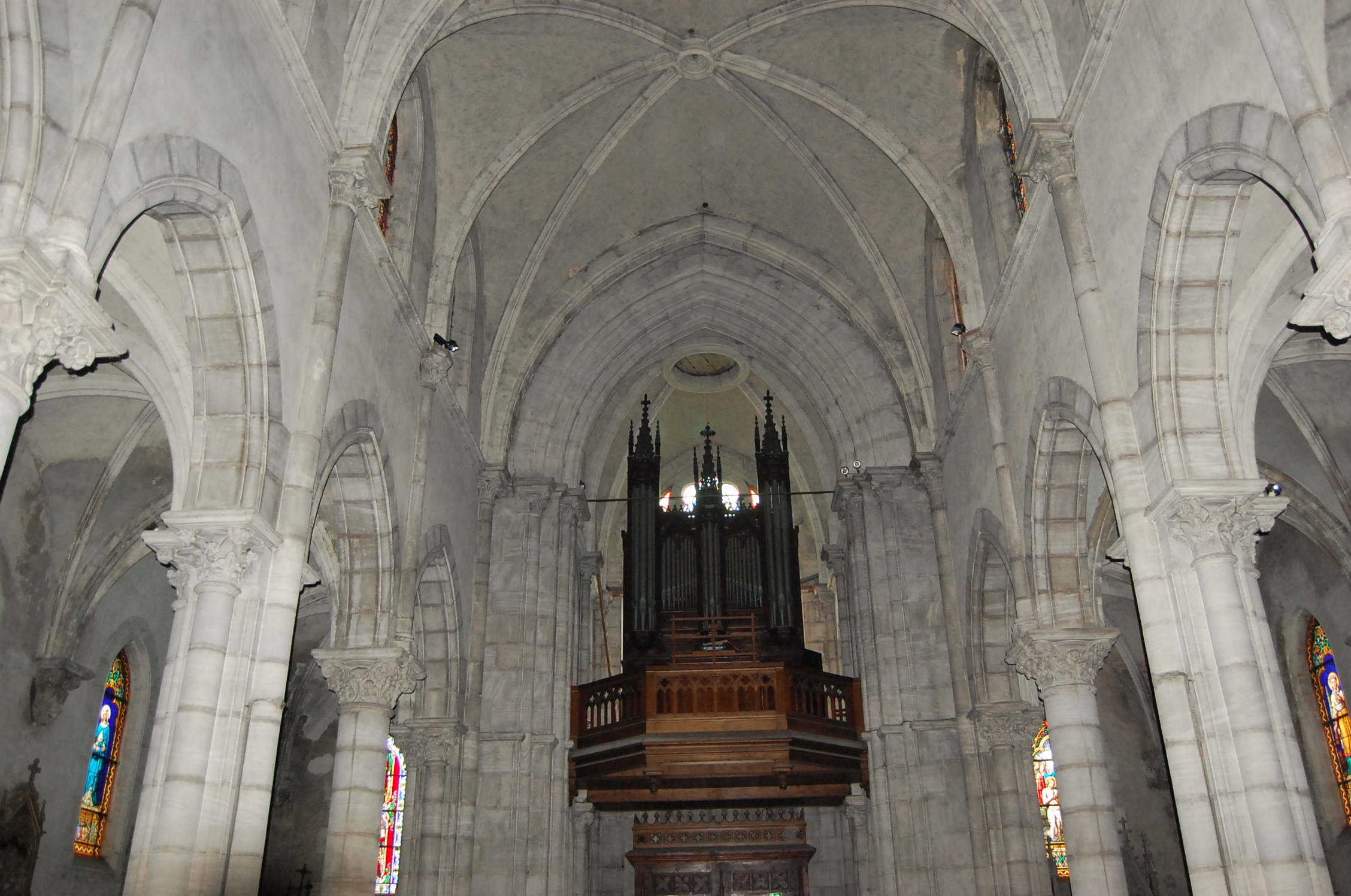
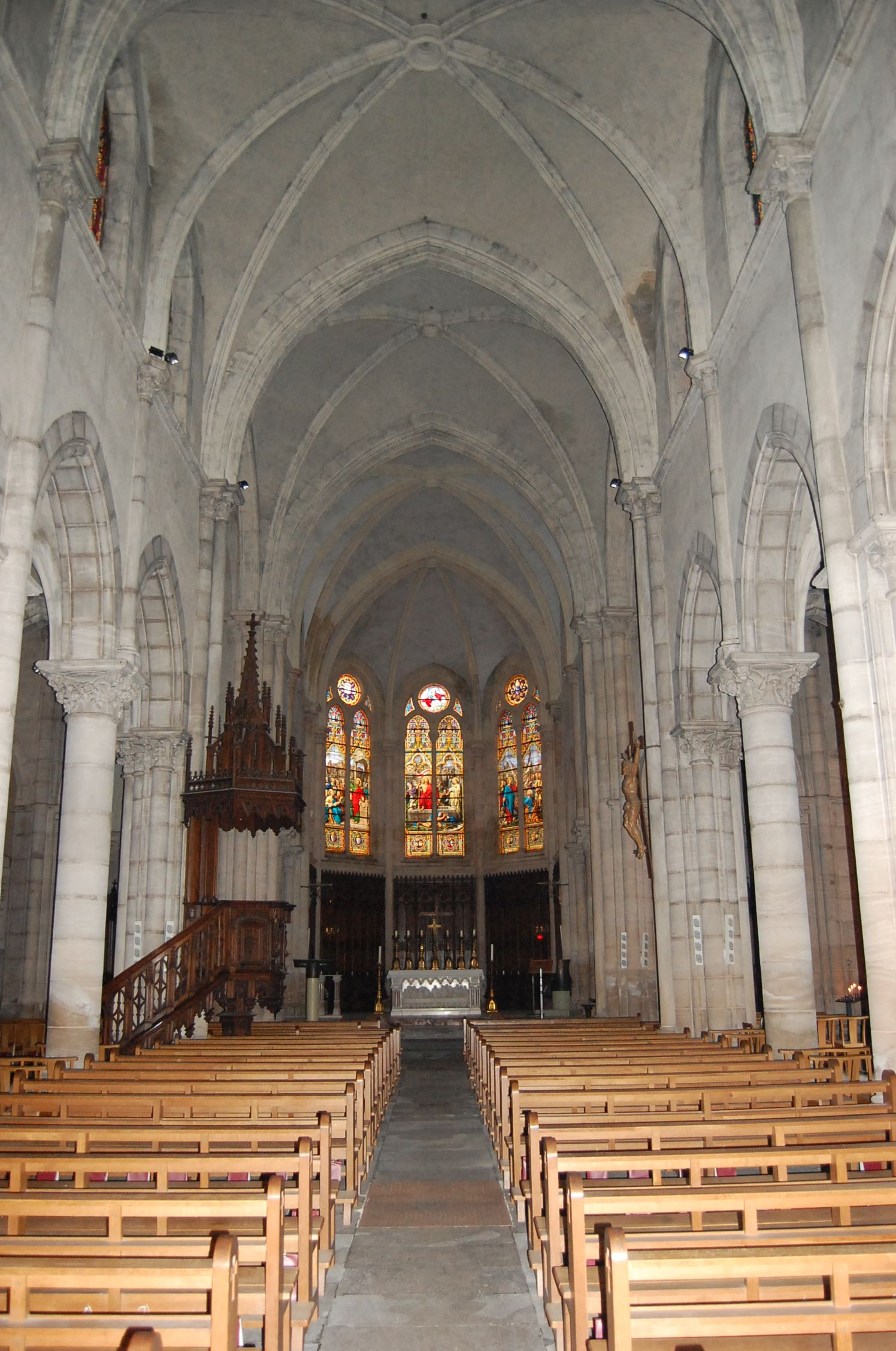
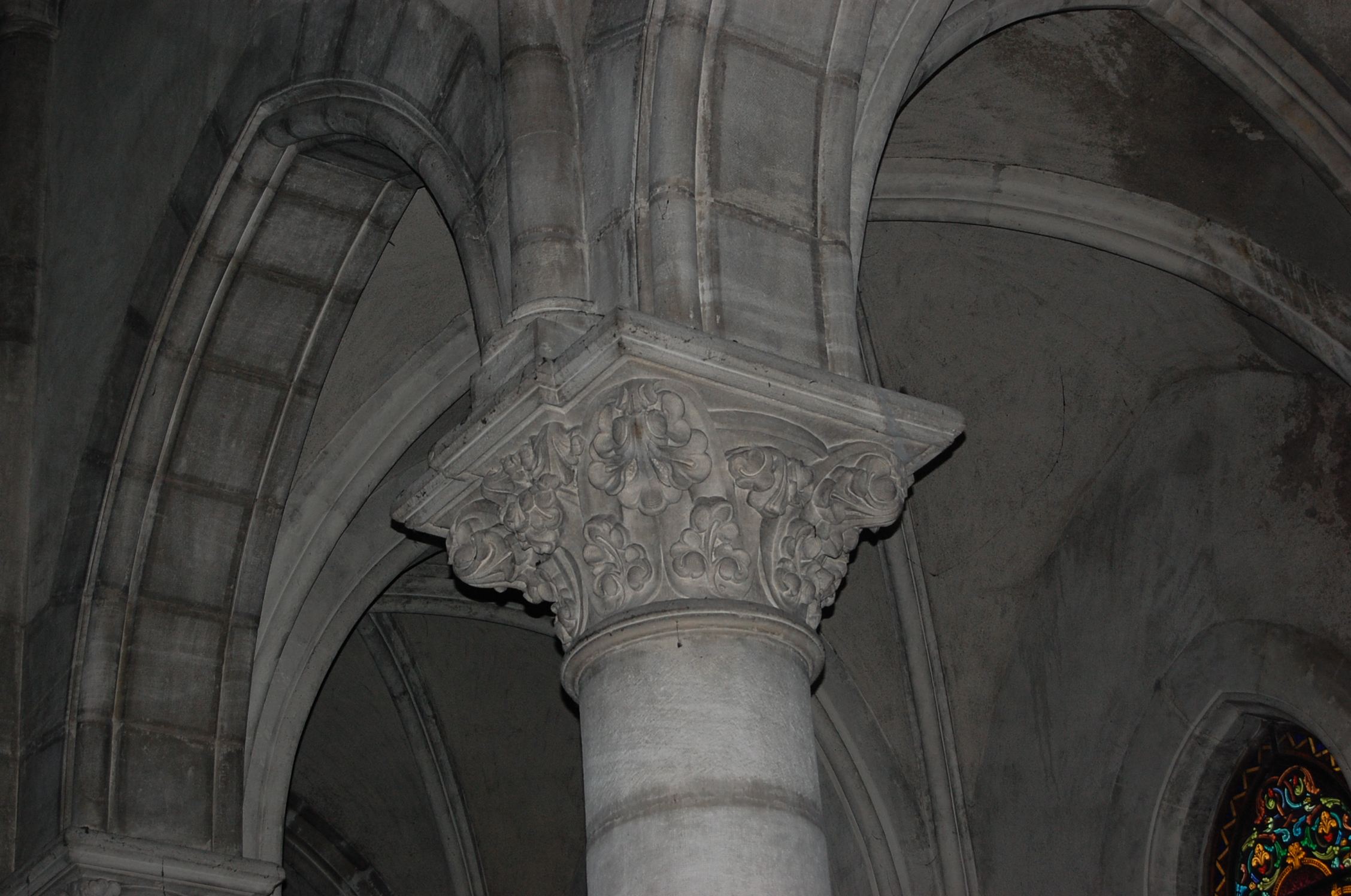
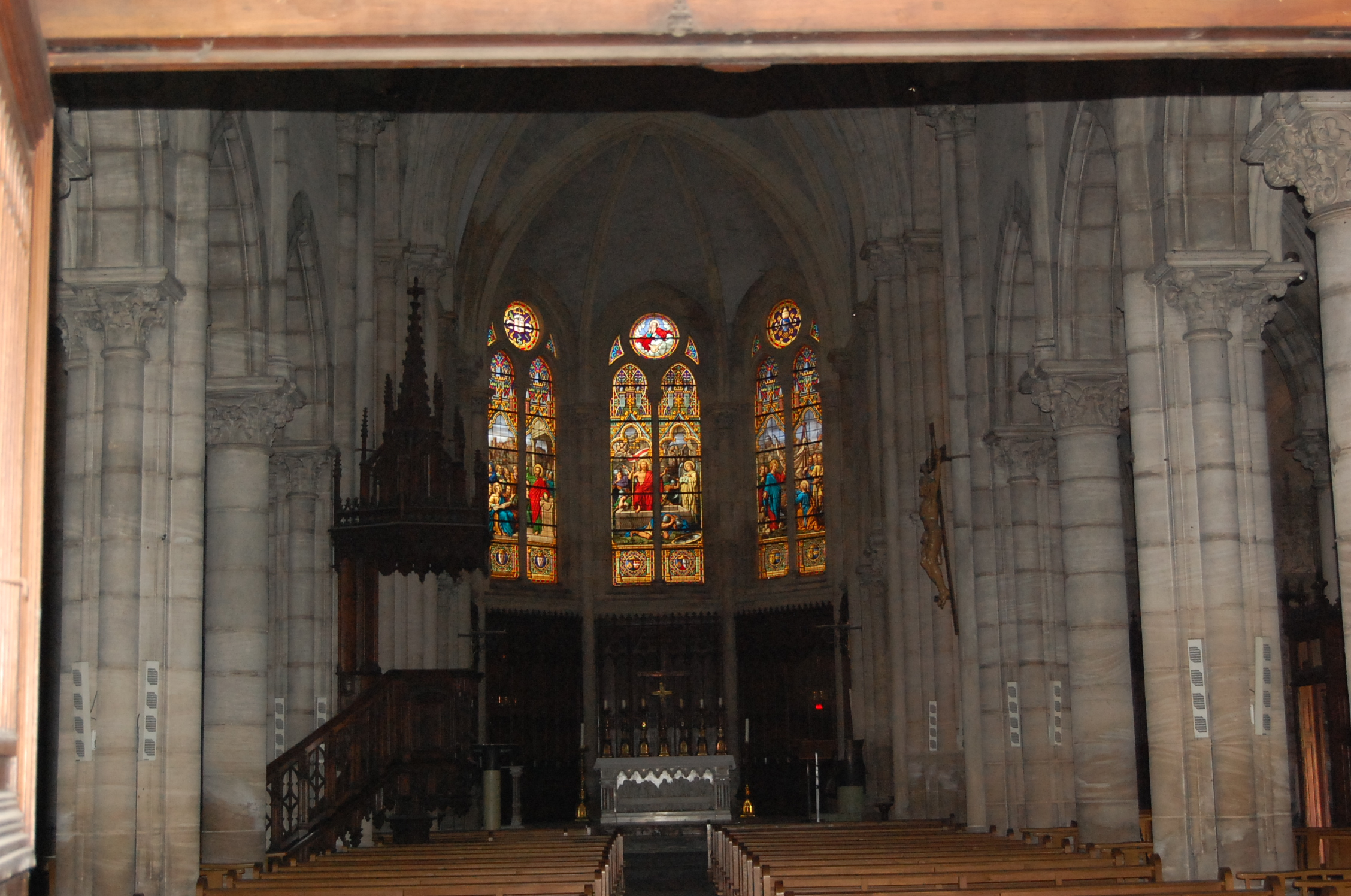
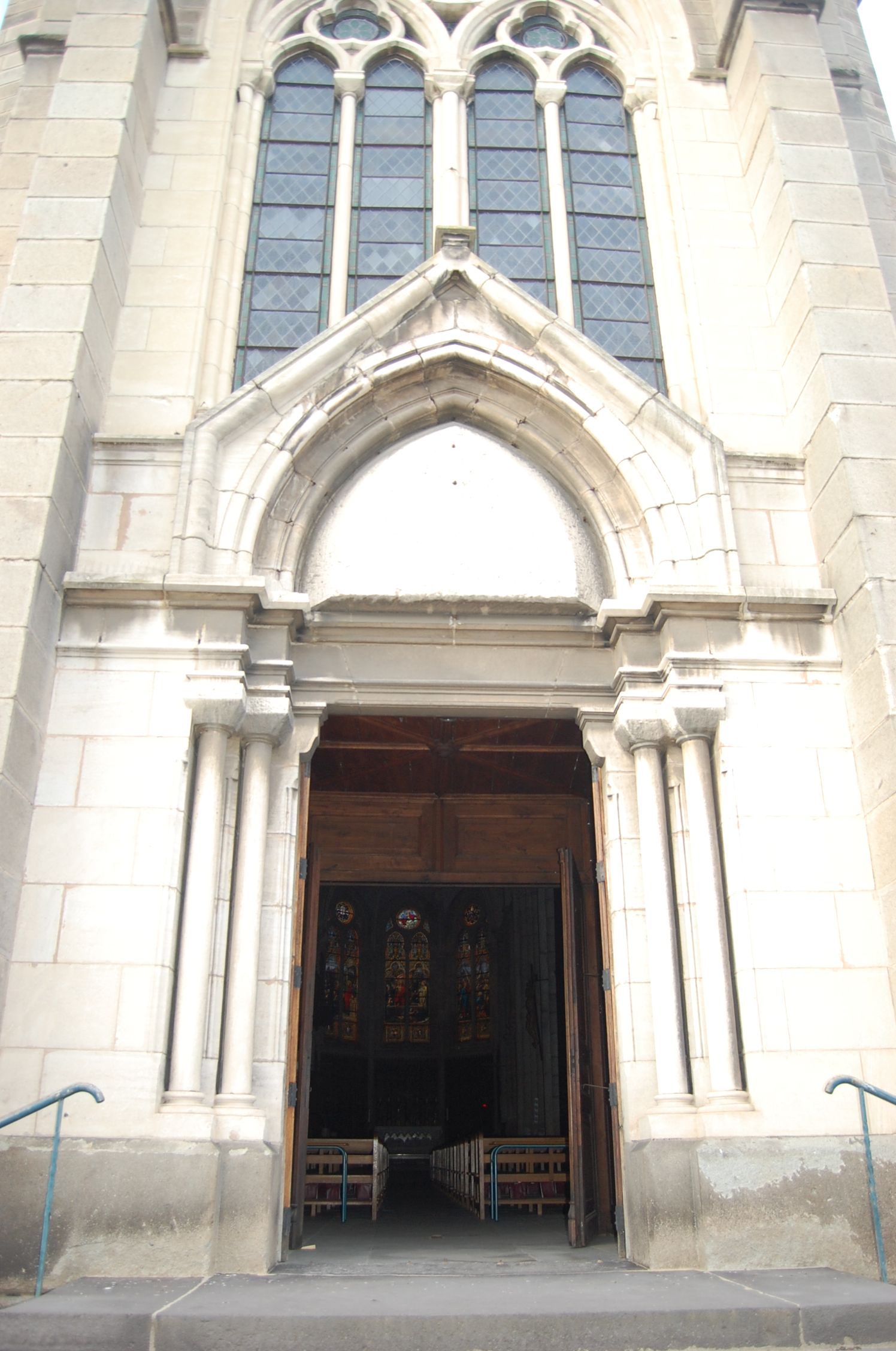
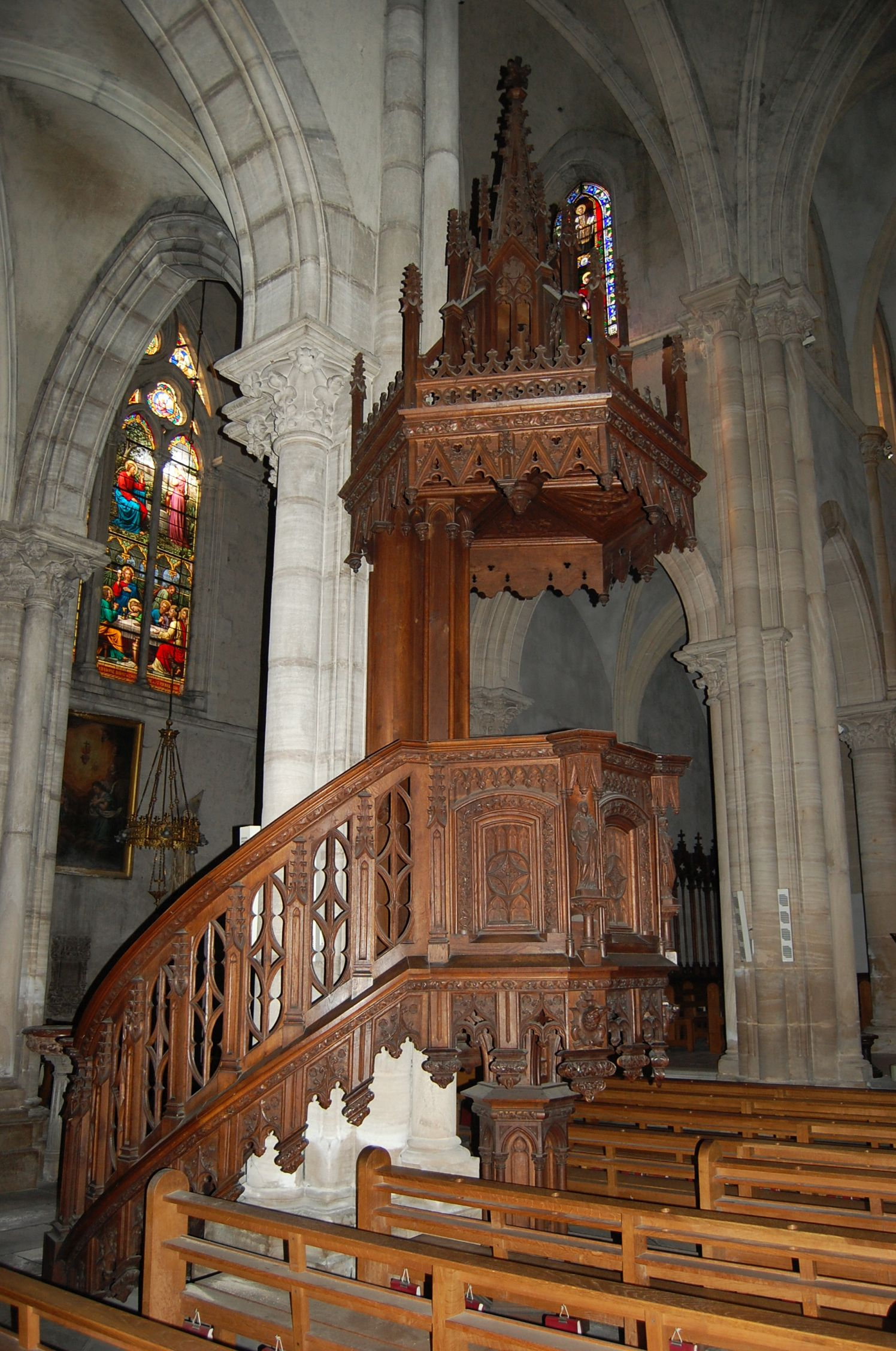
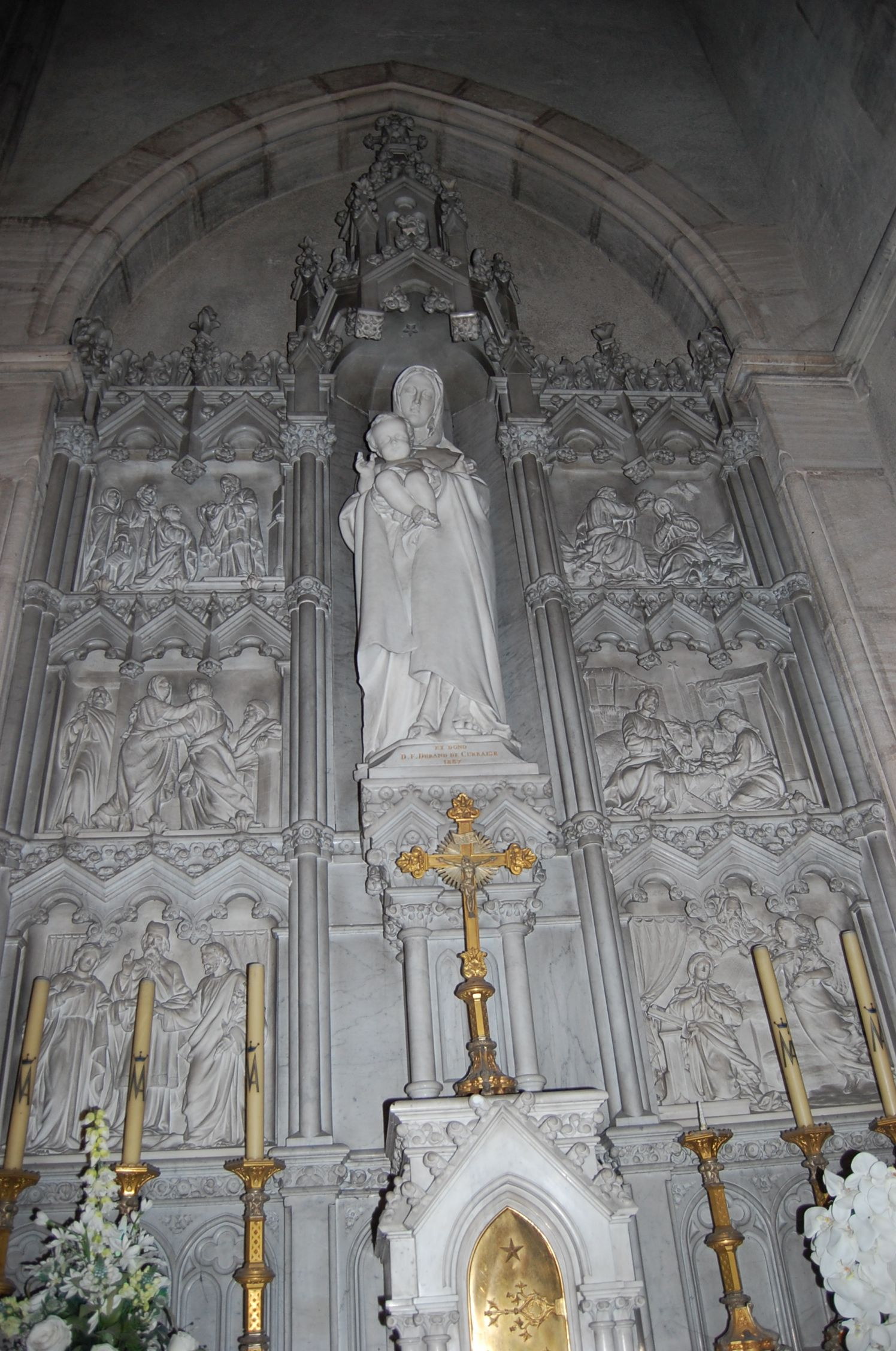
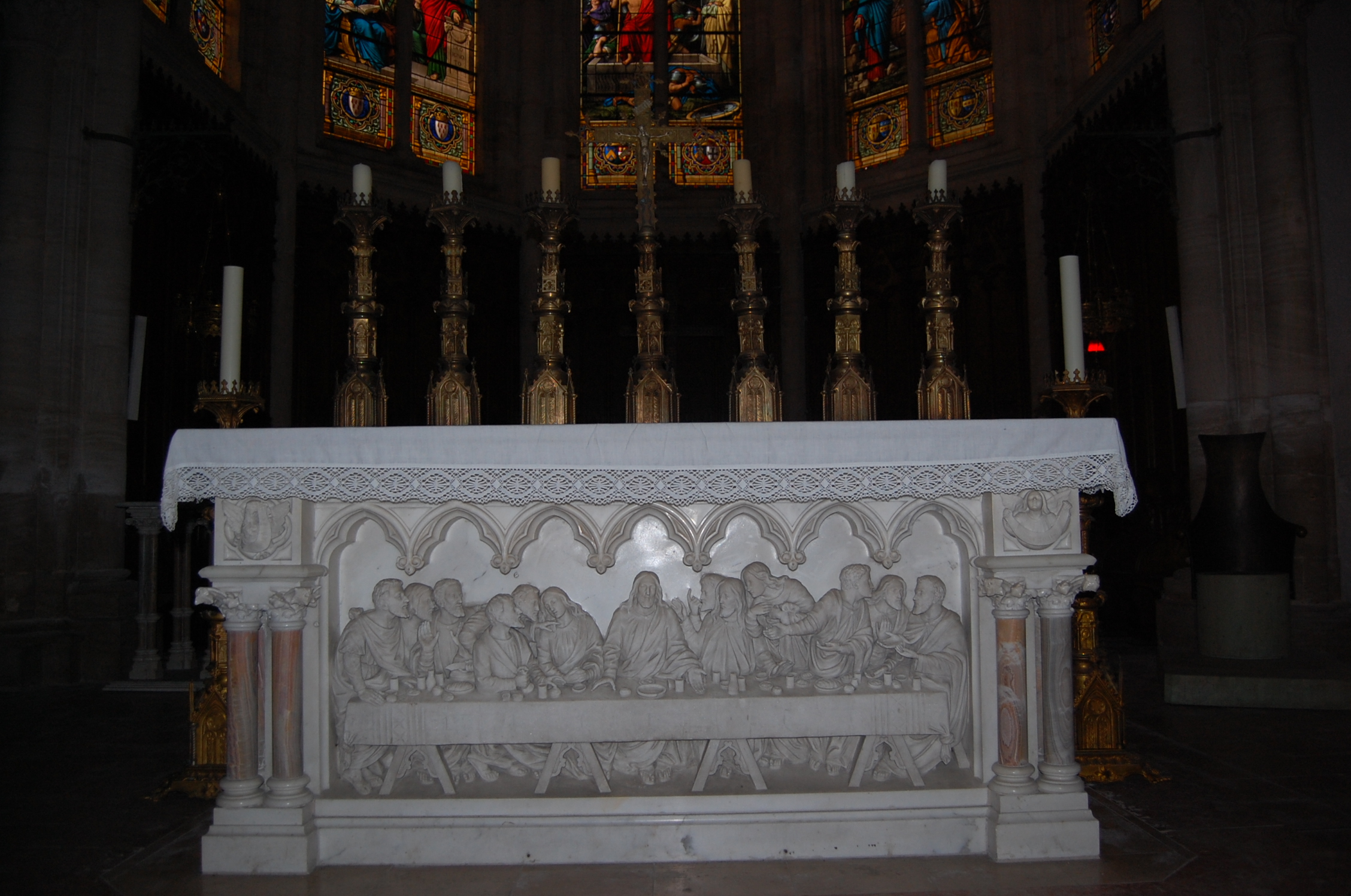
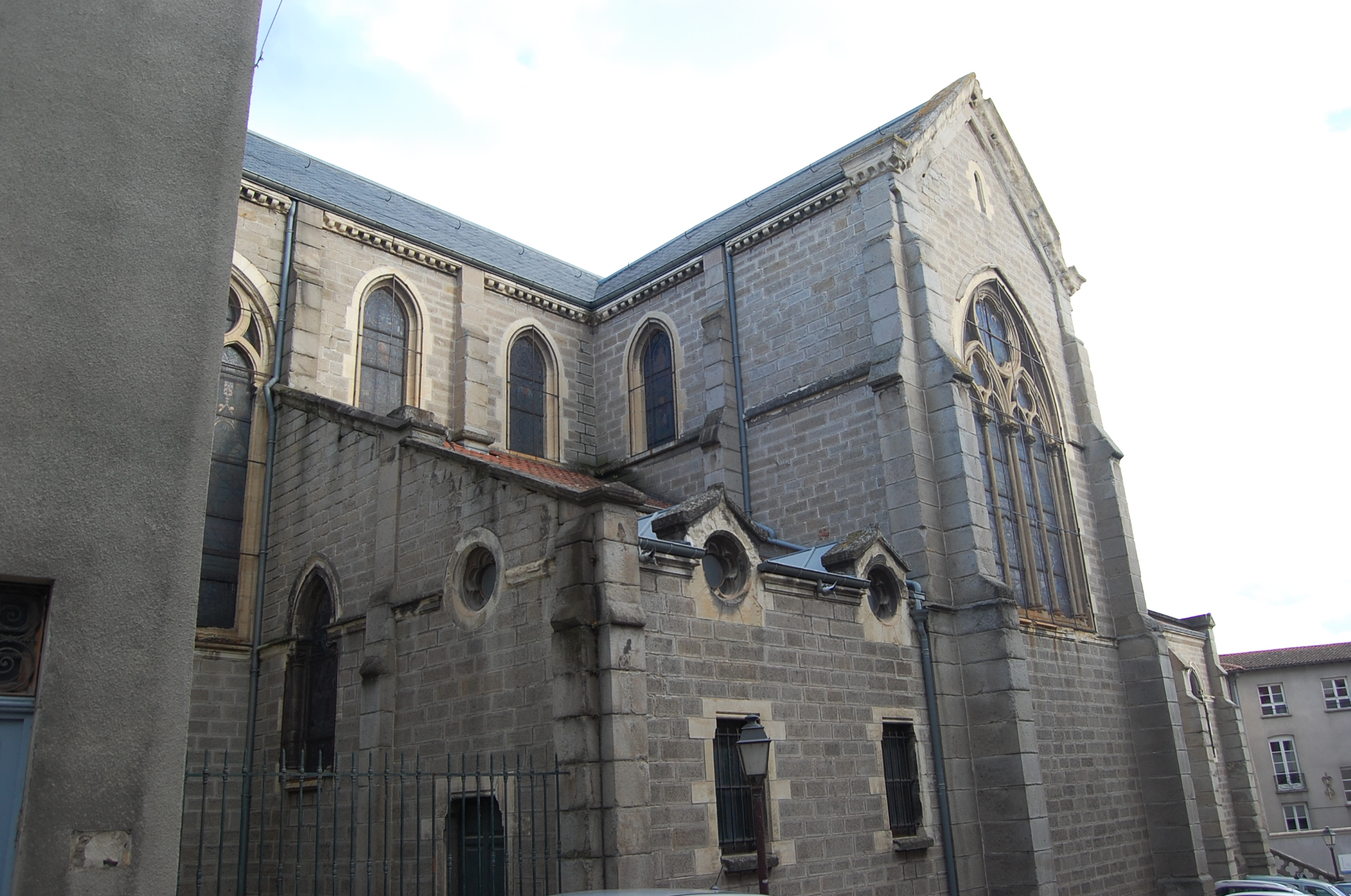
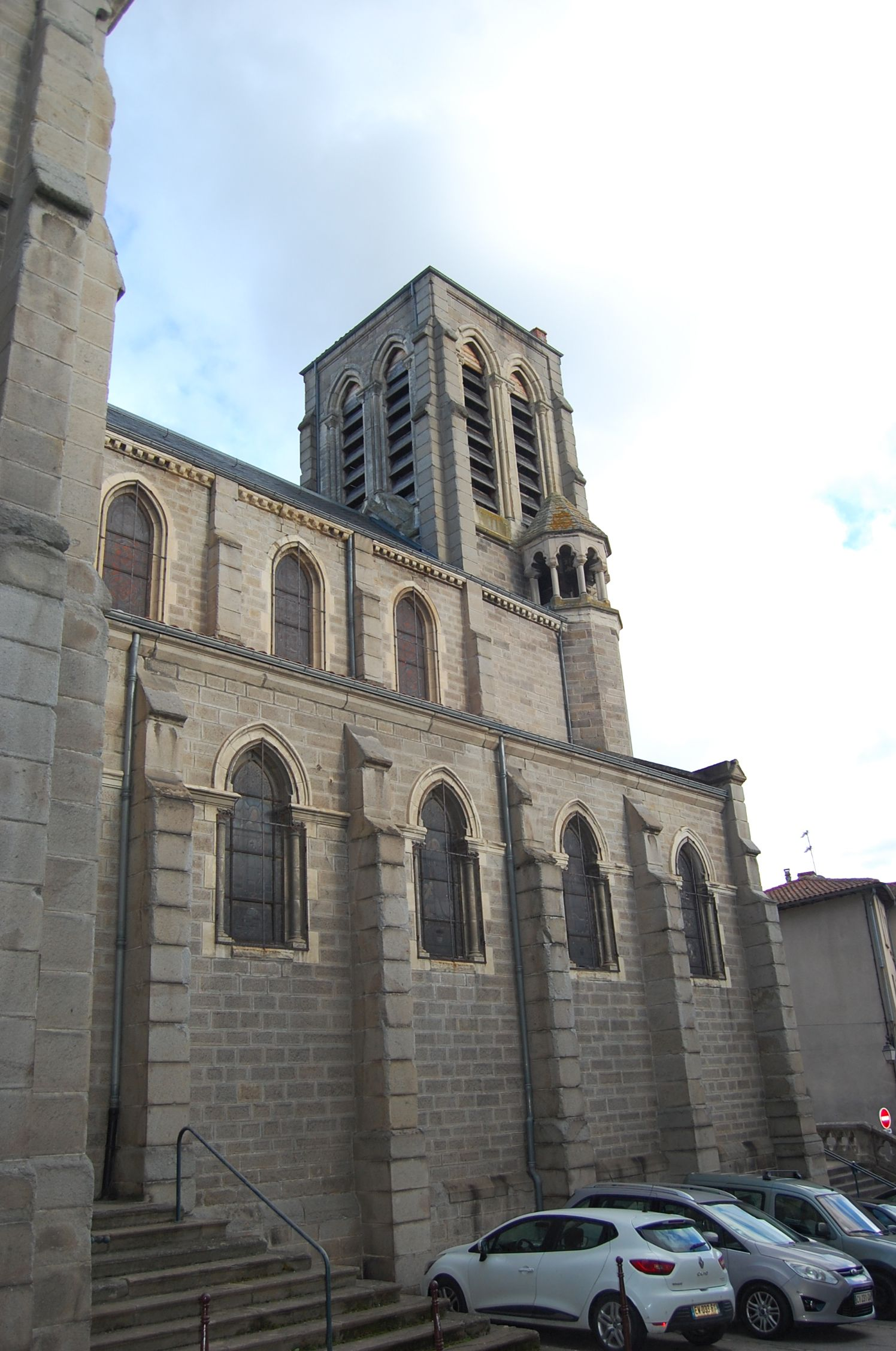